# Campostichomma manicatum
Espèce
Campostichomma manicatum est une espèce d'araignées aranéomorphes de la famille des Udubidae.

## Distribution
Cette espèce est endémique du Sri Lanka. Elle se rencontre dans le massif Central

## Description
La femelle holotype mesure 11 mm. Le mâle décrit par Simon en 1898 mesure 5 mm.
Les mâles mesurent de 6,20 à 7,40 mm et les femelles de 6,30 à 6,70 mm.

## Publication originale
- Karsch, 1892 : Arachniden von Ceylon und von Minikoy gesammelt von den Herren Doctoren P. und F. Sarasin. Berliner Entomologische Zeitschrift, vol. 36, p. 267-310 (texte intégral).